# Melegena pubipennis
Melegena pubipennis là một loài bọ cánh cứng trong họ Cerambycidae.